# Elmina Java Museum

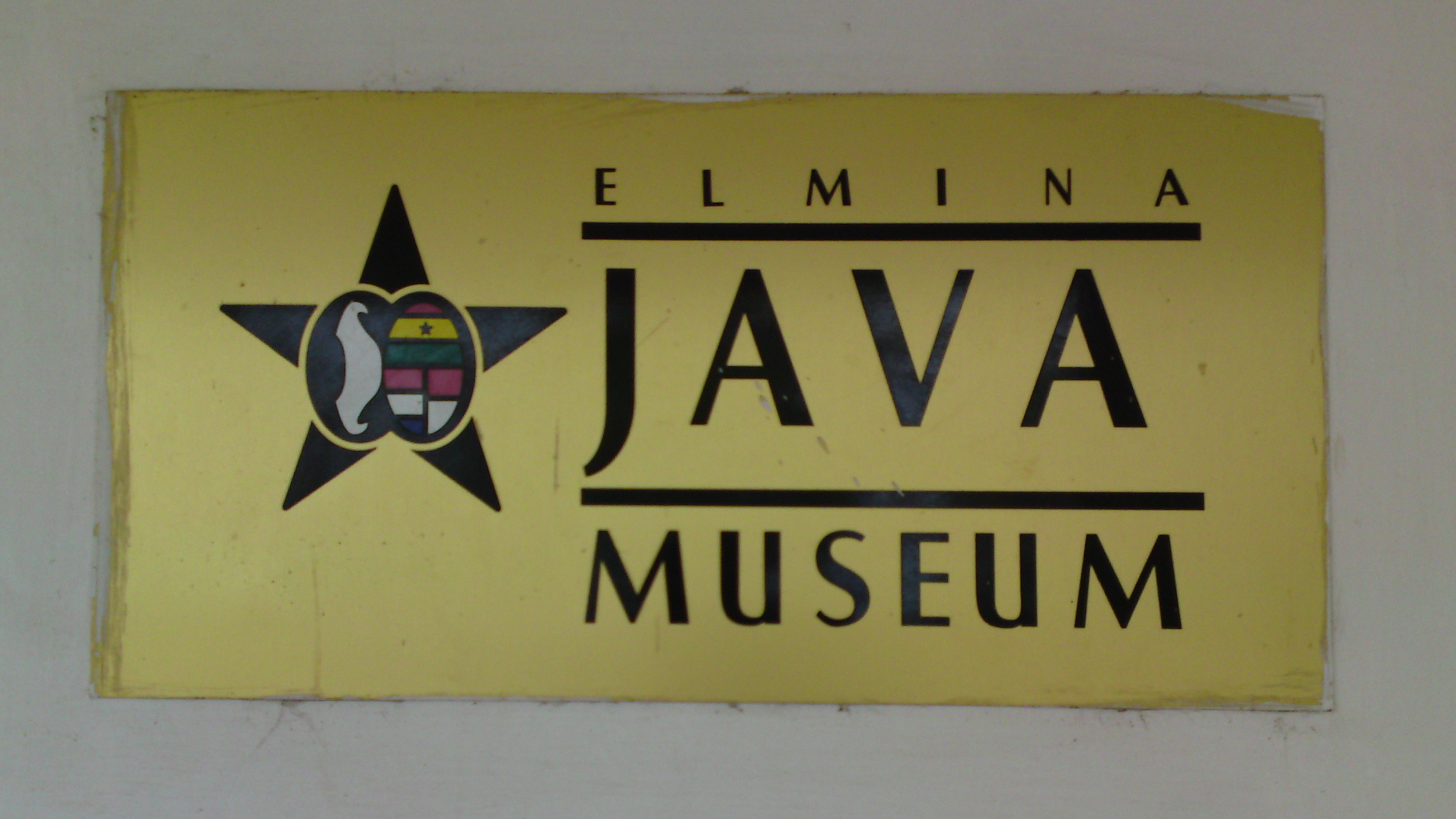
Logo des Museums

Das Elmina Java Museum ist ein Museum in Elmina, Ghana, das sich der Geschichte der sogenannten Belanda Hitam widmet. Die Belanda Hitam waren Soldaten, die im 19. Jahrhundert in den damaligen niederländischen Besitzungen an der westafrikanischen Goldküste, die heute unter dem Begriff Niederländische Goldküste zusammengefasst werden, für die Koninklijk Nederlandsch-Indisch Leger rekrutiert wurden. Das Museum wurde von der Edward A. Ulzen Memorial Foundation gegründet.

## Geschichte

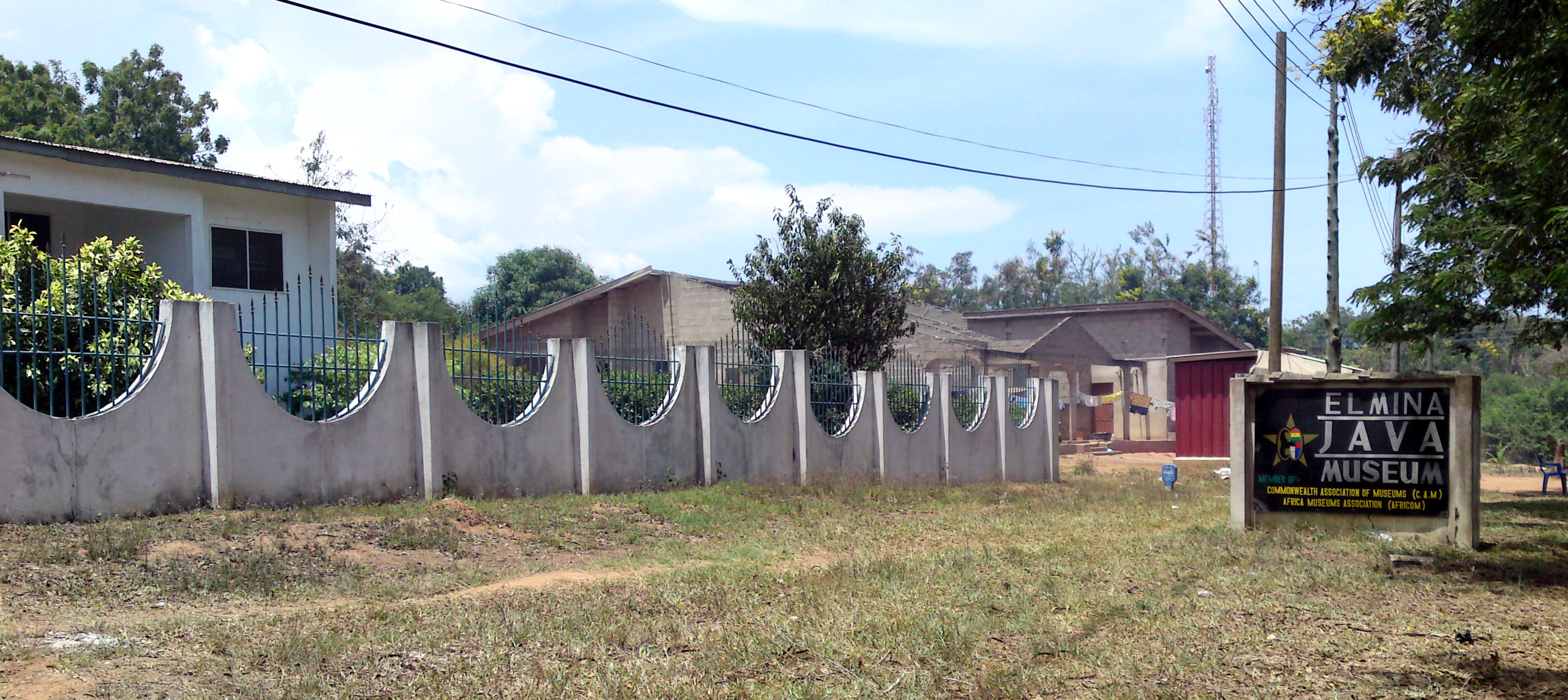
Das Elmina Java Museum

Seit Arthur Japin 1997 The Two Hearts of Kwasi Boachi veröffentlichte, hat die Geschichte der Belanda Hitam eine größere Öffentlichkeit erreicht. Ineke van Kessel, Professorin am Centre for African Studies der Universität von Leiden hatte den inzwischen verstorbenen Edward Ulzen während ihrer Recherchen zur Geschichte der Belanda Hitam getroffen und war durch ihn in Kontakt mit seinem Sohn Thaddeus Patrick Manus Ulzen gekommen, der im September 2000 das 10. Treffen der Nachkommen der Belanda Hitam in Schiedam in den Niederlanden besuchte. Ulzen hatte bei der Gelegenheit mitgeteilt, dass er auf Beschluss seiner Familie einen Platz für ein ständiges Museum zur Bewahrung der Geschichte der Belanda Hitam suchte. 2003 wurde das Elmina Java Museum eröffnet, das an die Geschichte der Belanda Hitam im Allgemeinen und an die Geschichte der Familie Ulzen im Besonderen erinnern soll.

### Die Ulzen-Familie
Die Ulzen-Familie führt ihren Ursprung auf Jan Ulsen zurück, einen Niederländer aus Brielle, der 1732 als Angestellter der Niederländischen Westindien-Kompanie an die Goldküste kam. Ein Jahr später starb er und ließ seinen Sohn Roelof Ulsen, den er aus den Niederlanden mitgebracht hatte, als Waise zurück. Roelof Ulsen wurde dann an der Goldküste von Personal der Niederländischen Westindien-Kompanie aufgezogen und machte Karriere in der lokalen Verwaltung, möglicherweise sogar als regierender Gouverneur an der niederländischen Goldküste von 1755 bis 1758.
1765 segelte Roelof Ulsen nach 29 Dienstjahren in die Niederlande zusammen mit seinem Sohn Hermanus, einem Mulatten. Roelof starb auf dem Schiff, noch bevor er die Niederlande erreicht hatte und ließ so wiederum seinen Sohn als Waisenkind zurück. Nach einem Studium in den Niederlanden segelte 1779 zurück an die Goldküste und zu seinem Enkel Manus Ulzen, der inzwischen für die Koninklijk Nederlandsch-Indisch Leger rekrutiert worden war.
Thaddeus Patrick Manus Ulzen gab über seine Familiengeschichte 2013 ein Buch mit dem Titel Java Hill: An African Journey: A nation's evolution through ten generations of a family linking four continents heraus.

## Belege
1. ↑  Van Kessel: Museum voor Afrikaanse KNIL-soldaten in Elmina, im Historisch Nieuwsblad Ausgabe Mai 2003, S. 5.
2. ↑  Dirk Mellema:  Nazaten Brielse slavenhandelaar openen museum in Ghana In: Rotterdams Dagblad, 22. April 2003. Abgerufen am 26. April 2013 (niederländisch).
3. ↑  Van Kessel: Museum voor Afrikaanse KNIL-soldaten in Elmina, im Historisch Nieuwsblad Ausgabe Mai 2003, S. 35.
4. ↑  Van Kessel: Museum voor Afrikaanse KNIL-soldaten in Elmina, im Historisch Nieuwsblad Ausgabe Mai 2003, S. 35.
5. ↑  Van Kessel: Museum voor Afrikaanse KNIL-soldaten in Elmina, im Historisch Nieuwsblad Ausgabe Mai 2003, S. 15.
6. ↑  T. Manus Ulzen: Java Hill: an African Journey. Xlibris Corporation, 2013, ISBN 978-1-4797-9121-7 (eingeschränkte Vorschau in der Google-Buchsuche).